# 辰野千寿
辰野 千寿（たつの ちとし、1920年（大正9年）5月31日 - 2016年（平成28年）1月20日）は、日本の教育心理学者、筑波大学・上越教育大学名誉教授。

## 人物
長野県上伊那郡西春近村（現伊那市）生まれ。旧制伊那中学（長野県伊那北高等学校）を経て、1944年東京文理科大学心理学科卒、愛知青年師範学校教授、1948年東京文理科大学助手、1955年東京教育大学助教授、1961年「学習における禁止及び促進の研究」で東京教育大学文学博士、1967年教授、1973年筑波大学副学長、1976年辞任、1978年上越教育大学学長、1990年退官、勲三等旭日中綬章受勲。応用教育研究所長、学校教育研究所理事長。
2016年1月20日、原発不明腫瘍のため死去。95歳没。歿後に従三位追叙。

## 著書
- 『児童の学習 文献を中心として』 大日本雄弁会講談社、1950 野間教育研究所紀要
- 『学習心理学』 金子書房、1953
- 『遡及禁止の研究』 大日本雄弁会講談社、1957 野間教育研究所紀要
- 『能率的学習の心理』 明治図書出版、1960 学校教育選書
- 『能率のあがる勉強法』 日本文化科学社、1961
- 『勉強の新しい作戦 成績のあがる科学的勉強法』 講談社、1963
- 『教育心理学』 国土社 現代教職課程全書、1966
- 『時間設計学』 旺文社新書、1967
- 『なぞなぞブック』1-5、峯たろう絵、講談社、1967-1972
- 『心理学』医学書院 系統看護学講座 、1968
- 『能率的勉強法』 サンケイ新聞社出版局、1968
- 『クイズの学校、1』 講談社の英才教育シリーズ、1969
- 『問題解決の心理学』 金子書房、1970
- 『新しい家庭学習の知恵 成績をあげるAAI方式』 日本図書文化協会、1973
- 『学習心理学総説』 金子書房、1973
- 『成績がよくなる本』 毎日新聞社、1973
- 『わが子を伸ばす50の秘訣 これだけは知りたい幼児心理学』 講談社、1974
- 『学習意欲の高め方』 日本図書文化協会、1977
- 『考える力の伸ばし方』 日本図書文化協会、1978
- 『個性を生かす学ばせ方』 日本図書文化協会、1978
- 『効果的な学び方・学ばせ方 入門・学習心理学』 日本図書文化協会 学習指導実践シリーズ、1979
- 『学習指導の心理学』 大日本図書 現代心理学ブックス、1981
- 『教室の心理学』 教育出版 シリーズ・やさしい心理学、1985
- 『学習スタイルを生かす先生』 図書文化社 先生シリーズ、1989
- 『自己統制力を育てる先生』 図書文化社 先生シリーズ、1990
- 『教材の心理学』 学校図書 学図の教育選書、1992
- 『授業の心理学 授業の基礎・基本』教育出版 シリーズ・やさしい心理学、1992
- 『新しい学力観に立った学習評価基本ハンドブック 指導効果があがる評価の生かし方』 図書文化社、1993
- 『学習心理学』 教育出版、1994
- 『新しい知能観に立った知能検査基本ハンドブック』 図書文化社、1995
- 『学習方略の心理学 賢い学習者の育て方』 図書文化社、1997
- 『行動・性格アセスメント基本ハンドブック 児童生徒理解の理論と方法』 図書文化社、1999
- 『教室経営の方略 望ましい教室のしつけ』 図書文化社、2002
- 『学び方の科学 学力向上に生かすAAI』 図書文化社、2006
- 『科学的根拠で示す学習意欲を高める12の方法』 図書文化社、2009

### 共編著
- 『入門心理実験法』小保内虎夫、小笠原慈瑛共著、中山書店、1954
- 『発達心理学概説』武政太郎共著、金子書房 大学教職課程シリーズ、1955
- 『青年心理学』武政太郎共著、金沢書店、1957
- 『ほめ方・しかり方の心理学』上武正二共編、新光閣書店、1958
- 『非行生徒の心理と指導』上武正二共編著、新光閣書店、1963
- 『幼児期の心理と教育』編、新光閣書店、1967
- 『知能の心理学』上武正二共編、新光閣書店、1968
- 『知能の教育』編、新光閣書店、1970
- 『児童心理』小口忠彦共編著、学文社、1972 教育演習双書
- 『教育心理学原論』小口忠彦共編、有斐閣双書、1975
- 『講座授業と学習心理学』小口忠彦共編、明治図書出版、1975
- 『教科学習の心理学』福沢周亮共編著、日本図書文化協会、1978
- 『心理学』編、日本文化科学社、1985
- 『教育心理学』編、山文社、1986
- 『多項目教育心理学辞典』高野清純、加藤隆勝、福沢周亮共編、教育出版、1986
- 『学習指導用語事典』編、教育出版、1987
- 『最新・学習指導用語事典』編、教育出版、2005

## 論文
- 「青年期における社会性」 『児童心理』 第2巻 10号 1948
- 「学習と疲労」 『児童心理』 第4巻 10号 1950
- 「学習の心理と指導」 『教育大学講座 30. 教育心理学』 金子書房 1950
- 「能率的学習の心理」 『教育心理学講座 2. 学習指導の心理』 金子書房 1953
- 「知能と道徳意識」 『教育心理』 第1巻 9号 1953
- 「記憶的学習」 『現代教育心理学大系 5. 学習指導の基礎』 中山書店 1958

## 参考
- 『長野県人名鑑』信濃毎日新聞社、1974年
- 大泉溥 編 編『日本心理学者事典』クレス出版、2003年、666頁。ISBN 4-87733-171-9。